# 998 Боде
998 Боде (998 Bodea) — астероїд головного поясу, відкритий 6 серпня 1923 року.
Тіссеранів параметр щодо Юпітера — 3,127.